# Saint Petersburg Ballet Theatre
O Saint Petersburg Ballet Theatre (SPBT) é uma companhia de balé russa localizada em São Petersburgo. Foi fundada em 1994 por Konstantin Tahckin tendo iniciado sua história em 10 de novembro de 1994.

## História
O SPBT tem seu conjunto formado por sessenta dançarinos, com a maioria graduada na Escola de Balé Vaganova em São Petersburgo, e é a única companhia de balé clássico da Rússia que não recebe nem incentivos governamentais e nem patrocínios privados, mantendo a sua independência na busca de recursos e no gerenciamento de seus gastos.
Os treinadores são renomados formadores de bailarinos e primeiras bailarinas. Os premiados russos Alexander Kurkov, Lubov Kunakova, Svetlana Efremova, Natalia Raldugina, Margarita Alfimova são responsáveis pela pedagogia, treinamento do corpo de balé e sua expressividade artística.
A cada ano, a companhia se apresenta com sucesso pela Rússia e outros países como Espanha, Holanda, Bélgica, Alemanha, Irlanda, Reino Unido, Nova Zelândia, Austrália, Coréia do Sul, África do Sul e França.
Atualmente é uma das companhias jovens de balé de maior sucesso no mundo.

## Performances
- Giselle
- O Lago dos Cisnes
- O Quebra-Nozes
- A Bela Adormecida
- Dom Quixote
- La Bayadere
- Paquita
- Chopiniana